# Тир (месец)
Вижте пояснителната страница за други значения на Тир.
Тир (на персийски: تیر) е четвъртият месец на годината според иранския календар.
Той се състои от 31 дни и е първи месец на лятото. Спрямо Григорианския календар месец тир е между 22 юни и 22 юли.

## Етимология
Месеците на иранския календар носят зороастрийски названия. Тир произлиза от Тиштрия, авестийското име на звездата Сириус.

## Събития и чествания
- 6 тир – Фестивал на лилия.
- 15 тир – Ден на вегетарианство.
- 21 тир – Ден на хиджаб и целомъдрие [1]